# Pyrrhalta ceylonensis
Pyrrhalta ceylonensis – gatunek chrząszcza z rodziny stonkowatych i podrodziny Galerucinae.

## Taksonomia
Gatunek ten został opisany w 1887 roku przez Martina Jacoby pod nazwą Galerucella ceylonensis. Jako miejsce typowe wskazał on Kitukgalle. W 1936 roku Samarendra Maulik umieścił go w rodzaju Sastra, a w 1971 roku Joseph Wilcox w jego podrodzaju nominatywnym. W rodzaju Pyrrhalta został po raz pierwszy umieszczony w 1997 roku przez Mohameda S. Mohamedsaida.

## Opis
Chrząszcze z tego gatunku wyróżniają się niezwykłym wzorem barwnym na pokrywach. Podstawowa barwa pokryw jest brązowa. Przez każdą przebiega szeroki, niebiesko-zielony pas od barku do wierzchołka i bardzo wąski, przyszwowy, tej samej barwy. Wśród południowo-wschodnioazjatyckich przedstawicieli Pyrrhalta takie barwy obecne są jeszcze tylko u P. warchalowskii, ale ich układ jest inny. Edeagus został przedstawiony przez J. Bezděka w 2007 roku.

## Rozprzestrzenienie
Gatunek endemiczny dla Sri Lanki.